# 香根芹
香根芹（学名：Osmorhiza aristata），又名臭根、水芹三七（安徽歙县）、野胡萝卜（苏南手册），为伞形科香根芹属的植物。分布在蒙古、俄罗斯、印度、朝鲜、日本以及中国大陆的东北、西南、华东、华中等地，生长于海拔250米至1,120米的地区，多生在山坡林下、溪边及路旁草丛中，目前尚未由人工引种栽培。